# Carole Alston

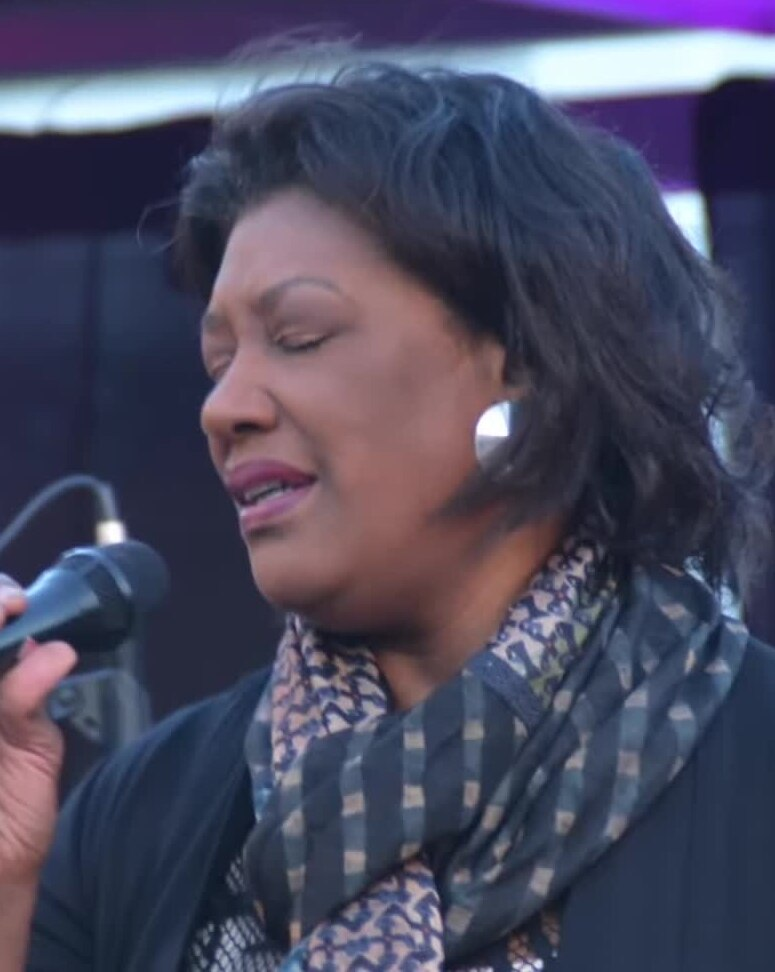
Carole Alston (2015)

Carole Alston (* 31. August 1957 in Washington, D.C.) ist eine US-amerikanische Jazzsängerin und Musicaldarstellerin. Sie lebt in Wien, Österreich.

## Leben
Die Tochter eines Baptistenpredigers kam früh mit der Musik der afroamerikanischen Kirchen in Berührung und entwickelte bald ihre Liebe zu Gospels, Spirituals und Jubilees. Während der Highschoolzeit sang sie mit diversen Bands vor allem die Motownhits dieser Zeit, widmete sich allerdings auch dem Sport.
Sie studierte Schauspiel, Tanz und Gesang an der Howard University College of Fine Arts und wurde nach ihrem Abschluss nach Europa engagiert. Einem Engagement am Stadttheater Bern folgten Engagements und Tourneen nach Zürich (Opernhaus), Köln (Theater am Dom), Karlsruhe (Staatstheater), Kaiserslautern (Pfalztheater), Berlin (Theater des Westens), Prag (mit Leonard Bernsteins Mass auf der Prager Burg unter der Musikalischen Leitung von Caspar Richter), Paris, Graz, Linz (Brucknerhaus) und Wien (Volksoper).
Sie verkörperte Hauptrollen in Musicals wie die Kate in Kiss Me, Kate, die Maria Magdalena in Jesus Christ Superstar, die Aldonza in Der Mann von La Mancha oder die Anita in der West Side Story. Daneben arbeitete sie auch als Schauspielerin am Sprechtheater (u. a. an der Seite von Karl Schönböck oder Karin Dor) oder als Sängerin bei TV-Shows (u. a. mit Josep Carreras).
Mit ihrer über beinahe vier Oktaven reichenden Stimme hat sie daneben auch klassische und zeitgenössische Musik (beispielsweise Cocaine Lil und Venal Vera von Nancy van de Vate) gesungen. 2005 und 2006 führte sie ihr eigenes Stück Tribute To A Blue Lady über das Leben der Billie Holiday in Joe Zawinuls Birdland und dem Vienna’s English Theatre auf.
Als Jazzsängerin trat sie unter anderem beim Salzburger Jazzherbst, im Jazzland und Joe Zawinuls Birdland in Wien sowie zuletzt in Prag, Paris, Warschau, Istanbul und im Goldenen Saal des Wiener Musikvereins gemeinsam mit dem Wiener Singverein (unter Johannes Prinz) auf. Dabei arbeitete sie unter anderem mit Richard Oesterreicher, Michael Starch, Andi Weiss, Aaron Wonesch, Erwin Schmidt, Herbert Pichler, Heribert Kohlich, Christian Havel, Hans Strasser, Harald Putz, Uli Langthaler, Heinz von Hermann, Thomas Huber, Martin Fuss, Thomas Kugi, Joris Dudli und Walter Grassmann zusammen.

## Diskografie
- 2004 – tradition (Gospels, Spirituals & Jubilees)
- 2006 – Tribute To a Blue Lady (Soundtrack zum Stück, von Travellin All Alone bis Strange Fruit)
- 2007 – For My Sisters (mit Erwin Schmidt, Christian Havel, Hans Strasser, Walter Grassmann)
- 2009 – In the Fold (Gospels, Spirituals & Hymns in a jazzy way), mit Uli Datler, Erwin Schmidt, Silvia Radobersky, Uli Langthaler, Andy Weiss, Ingrid Diem, Karin Bachner, Lynn Kieran, Kim Cooper, Eddie Cole
- 2011 – Nostalgically Yours – Two of a Kind, mit Elly Wright, Erwin Schmidt, Christian Havel, Joschi Schneeberger, Andi Weiss